# Ferrovia Kysak-Muszyna
La ferrovia Kysak–Muszyna (o Linea 188, secondo la numerazione slovacca) è una linea ferroviaria internazionale che collega Kysak, in Slovacchia, a Muszyna, in Polonia, passando per Prešov e Plaveč. Fa parte dell'itinerario europeo denominato corridoio trans-europeo IX.
La gestione della linea è ripartita dalle due società ferroviarie nazionali: la Ferrovie della Repubblica Slovacca (ŽSR) e la Ferrovie dello Stato polacco (PKP)

## Storia

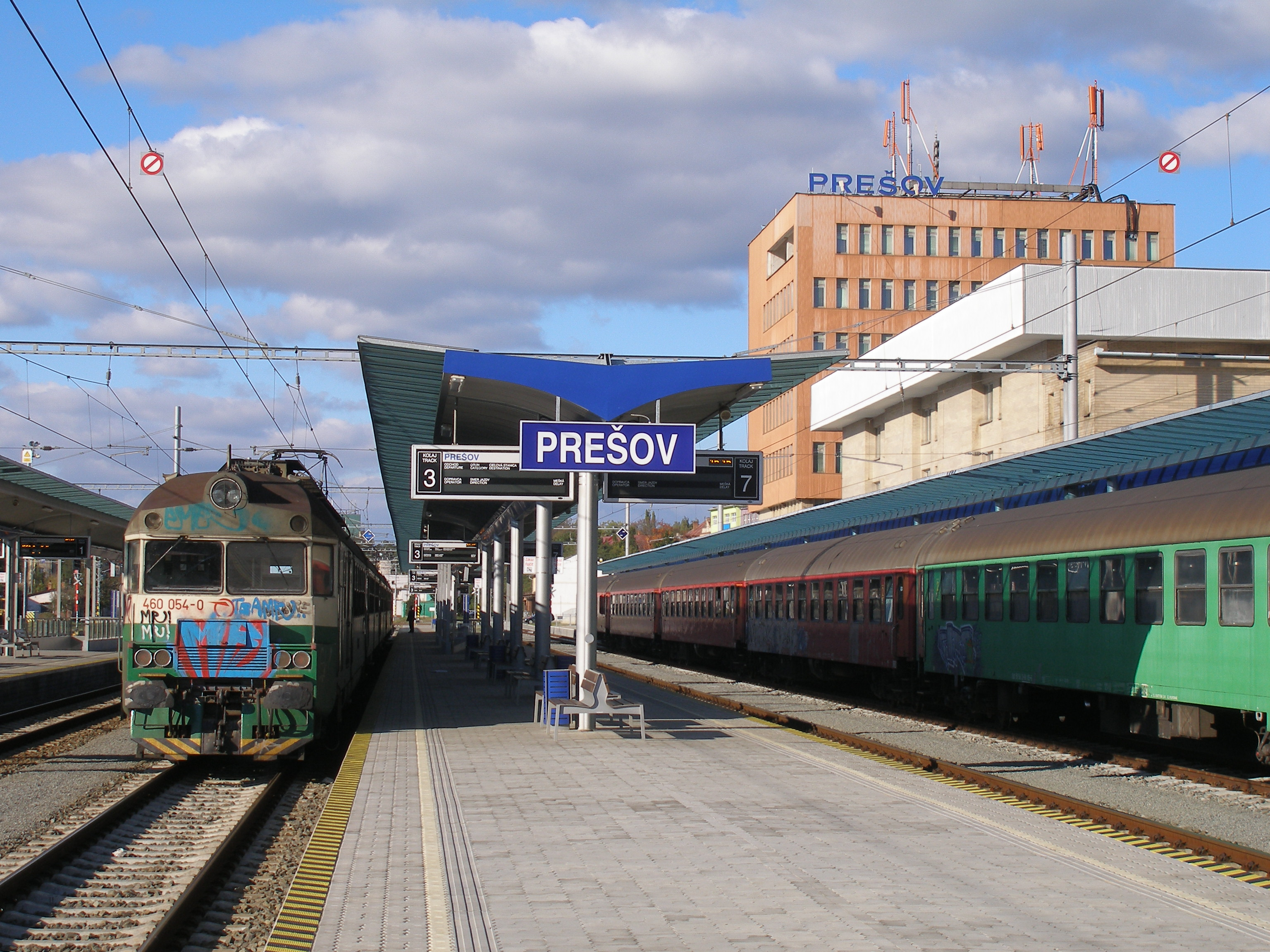
Stazione slovacca di Prešov

La tratta Kysak–Prešov fu inaugurata il 1º settembre 1870 assieme alla prima tratta (in comune) della ferrovia Košice-Bohumín (entrambe erano gestite dalla Ks.Od.). La successiva sezione, a partire da Prešov fino al confine, fu costruita invece dalla società della ferrovia Prešov-Tarnów.  La sezione Prešov-Plaveč fu aperta il 1º maggio 1873 mentre il proseguimento verso la città di Muszyna, (oggi città della Polonia ma allora parte della Galizia), entrò in funzione il 18 agosto 1876.
La Kysak-Prešov fu elettrificata, nel 1978, a corrente continua alla tensione di 3000 volt. Nel 1988 venne messa in tensione anche la sezione Plaveč-Muszyna. Il restante tratto tra Prešov e Plaveč fu completato tra 1996 e 1997

## Caratteristiche
La linea è una ferrovia a binario semplice, elettrificato a 3000 volt a corrente continua. Lo scartamento adottato è quello ordinario da 1435 mm.

### Percorso

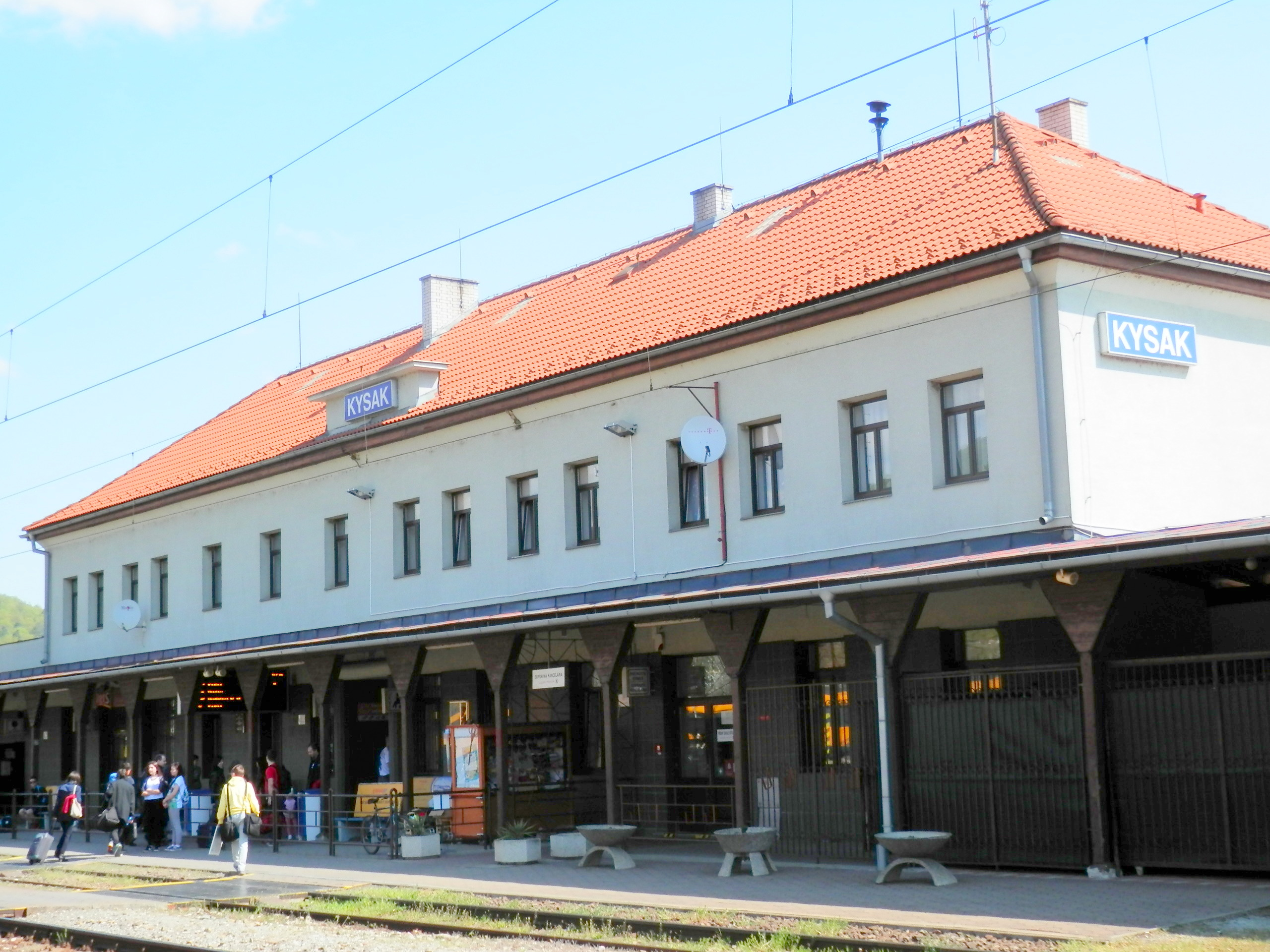
Stazione di Kysak

| Straight track |

| Station on track |

| Junction both to and from left |

| Unknown route-map component "hKRZWae" |

| Unknown route-map component "hKRZWae" |

| Stop on track |

| Stop on track |

| Stop on track |

| Stop on track |

| Stop on track |

| Station on track |

| Unknown route-map component "ABZgr" |

| Stop on track |

| Stop on track |

| Stop on track |

| Stop on track |

| Station on track |

| Stop on track |

| Stop on track |

| Stop on track |

| Stop on track |

| Stop on track |

| Stop on track |

| Stop on track |

| Stop on track |

| Small non-passenger station on track |

| Junction both to and from left |

| Small non-passenger station on track |

| Stop on track |

| Stop on track |

| Restricted border on track |

| 75,93  |
| 145,75 |

| Stop on track |

| Unknown route-map component "hKRZWae" |

| Stop on track |

| Unknown route-map component "hKRZWae" |

| Station on track |

| Unknown route-map component "ABZgr" |

| Straight track |